# أخزريت
أخزريت (بالعبرية: אכזרית، المتوحشة) هي ناقلة جنود مدرعة ثقيلة إسرائيلية. صنعت بتحوير دبابات تي-54 وتي-55 المتوسطة السوفيتية،
حيث تملك إسرائيل مئات الدبابات السوفيتية الصنع غنمتها من الجيوش العربية في الحروب العربية الإسرائيلية وخصوصاً في حرب حزيران 1967. طورت هذه المدرعة لتلبي متطلبات الجيش الإسرائيلي وللاستفادة من الحماية الكبيرة التي يوفرها درع الدبابة للجنود الموجودين داخلها. شرع بتطويرالمدرعة في بداية الثمانينات، وبدأ الإنتاج الفعلي في عام 1988، وقد شمل التطوير إزالة البرج، زيادة التدريع ونصب أسلحة جديدة وادى هذا إلى زيادة وزن المدرعة إلى 40 طن مقارنة بوزن دبابات ال تي 54 وتي 55 البالغ 30 طناً.
تستطيع أخزريت حمل 7 جنود بالإضافة إلى طاقمها المؤلف من 3 جنود، وهناك 5 فتحات في السقف لصعود ونزول الجنود لكن الباب الرئيسي يقع في الخلف في الجهة اليمنى من المؤخرة، حيث تم استبدال المحرك السوفيتي بمحرك اصغر حجما مُصنع من قبل شركة جنرال موتور يوضع بصورة عرضية مما يفسح المجال لباب صغير في الخلف. صممت أخزريت لتعمل بجانب دبابات الميركافا.

## الحماية

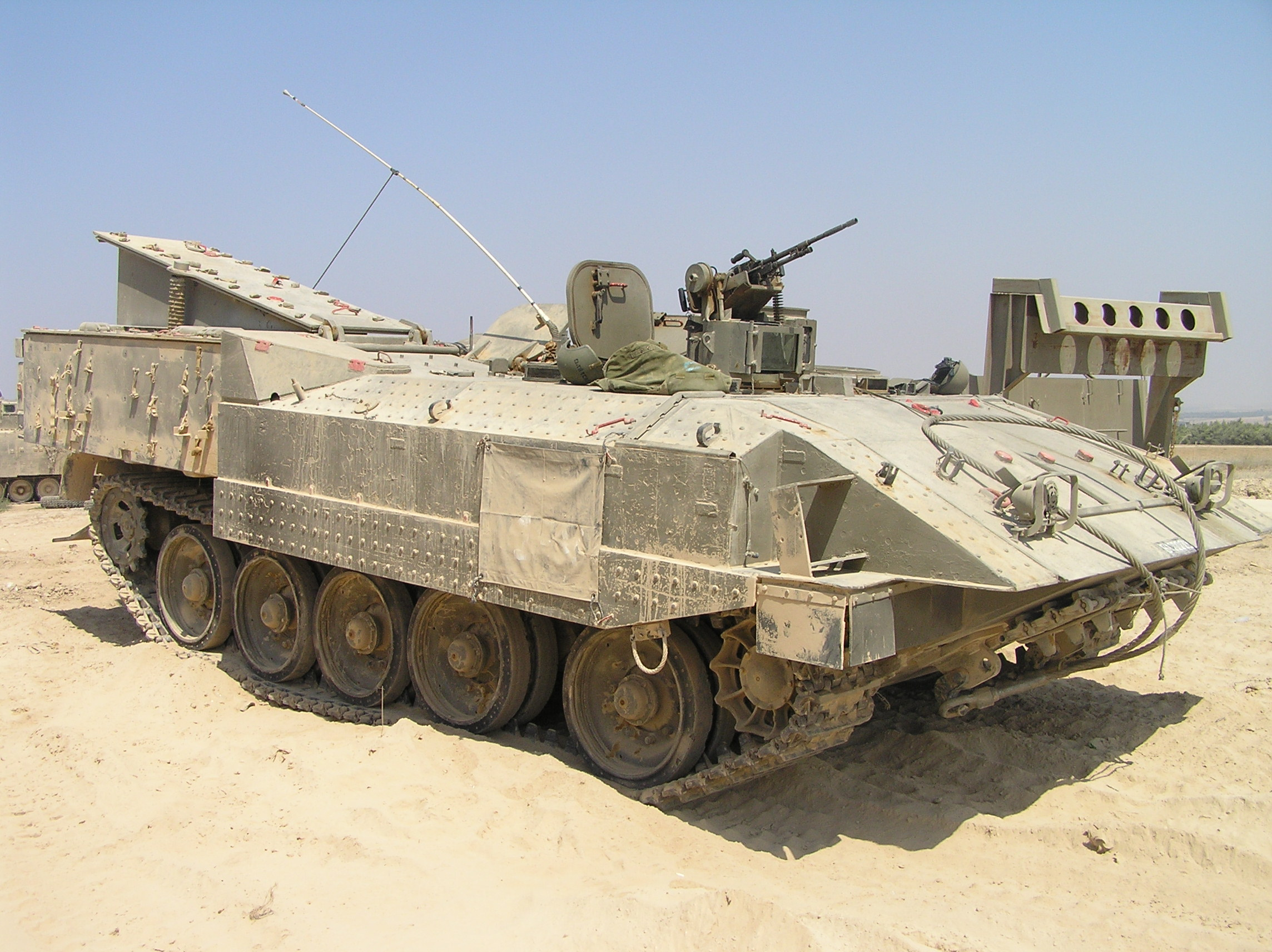
منظر جانبي للاشزريت ام كي 2

أضيفت دروع إضافية للمدرعة لزيادة الحماية كما تم تجهيزها بنظام الحماية من الاسلحة النووية والكيمائية والبيولوجية ونظام اطفاء الحرائق الآلي وجدير بالذكر ان قوس المدرعة الأمامي يقاوم عيارات حتى 125 ملم وهي حماية كبيرة مقارنة بناقلات الجنود العادية حيث أن ناقلة إم-113 الأمريكية وبي إم بي-1 الروسية لاتقاومان عيارات أكثر من 12,7 ملم.

## التسليح

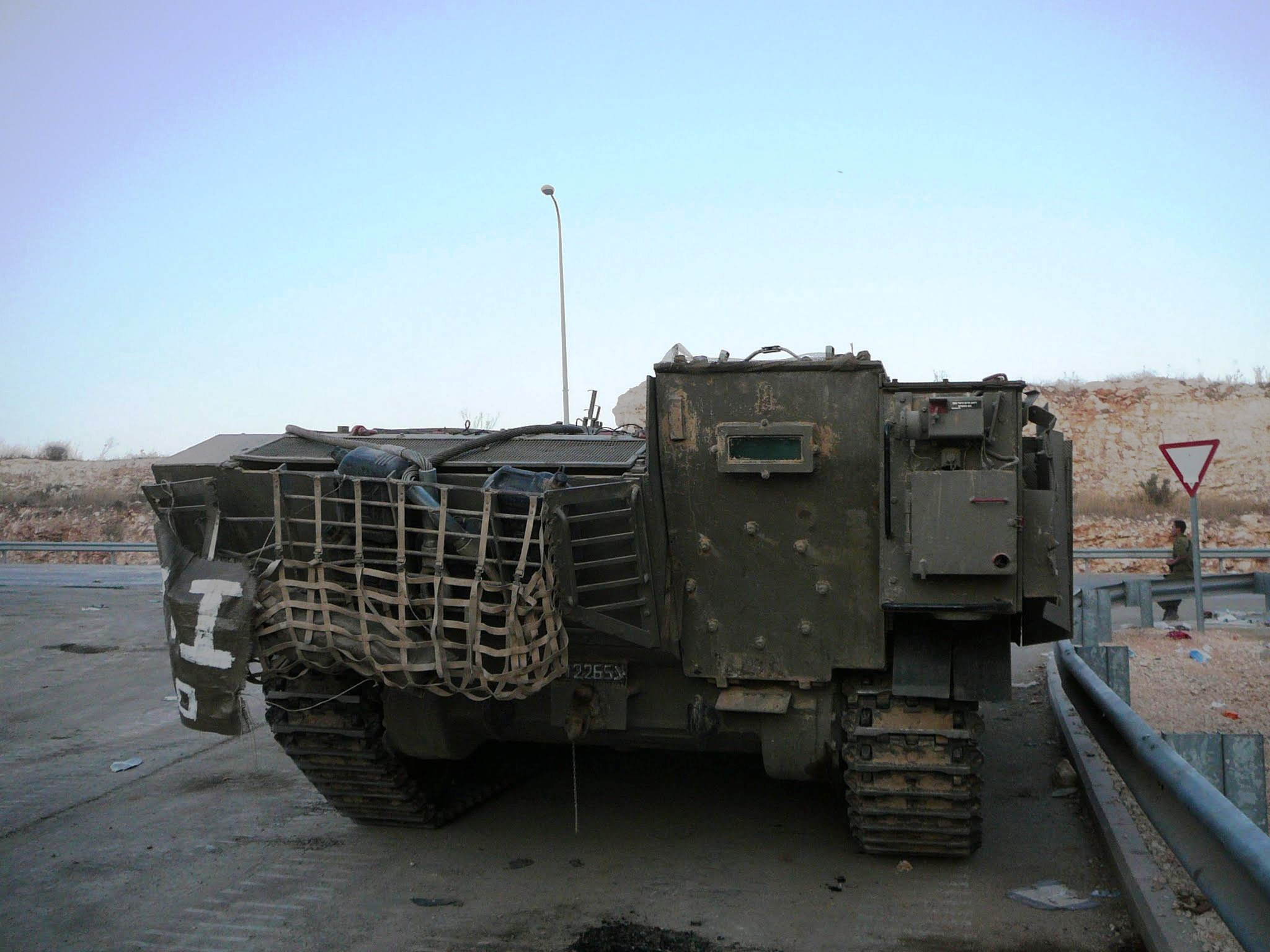
منظر خلفي لأخزريت إم كي 2

تزود مدرعات أخزريت ببرج رافائيل الإسرائيلي الصنع ويحتوي هذا البرج على مدفع رشاش نوع ( M240)عيار 7.62 ملم ويطلق الرشاش بالتحكم عن بعد من داخل المدرعة، وهناك ايضاً ثلاث مدافع رشاشة عيار 7,62 ملم واحد عند فتحة القائد بينما يقع الاخران في الجزء الخلفي من المدرعة . وتحمل المدرعة قرابة 4000 اطلاقة من عيار 7,62 ملم، كما ان هناك مدفع هاون عيار 60 ملم يطلق قنابل مضيئة وقنابل دخان اوقنابل يدوية ضد الافراد .

## المحرك
النسخة القديمة من أخزريت المعروفة بأخزريت ام كي 1 مجهزة بمحرك ديترويت ديزل 8 اسطوانات 71TA turbocharged يولد قوة 650 حصان، تم تعديل نظام التعليق للدبابة المتوسطة مما زاد من قدراتها الحركية وعبور الموانع الارضية .
اما النسخة الاحدث وهي أخزريت ام كي 2 فجهزت بمحرك اقوى نوع ديترويت ديزل 8 اسطوانات 92TA turbocharged يولد قدرة 850 حصان
ومدرعة أخزريت ليست برمائية لكن مع قليل من التحضير تتمكن من عبور العوائق المائية حتى 4 م .

## الحروب
- الصراع في جنوب لبنان (1982-2000)
- انتفاضة الاقصى
- حرب تموز
- الحرب على غزة 2008–2009
- الحرب على غزة 2012
- الحرب على غزة 2014
- الحرب على غزة 2023 ( طوفان الاقصى )[4]

## اقرأ ايضاً
- ناقلات الجنود المدرعة الثقيلة في الجيش الإسرائيلي
- أم2 برادلي
- ناقلة جنود مدرعة
- أوفك (ناقلة جنود مدرعة)